# Ramesh Krishnan
Ne pas confondre avec Ramanathan Krishnan
Ramesh Krishnan, né le 5 juin 1961 à Madras, est un joueur de tennis indien, professionnel de 1978 à 1993.
Il possède l'un des meilleurs palmarès du tennis indien en simple, avec 8 titres, 4 finales perdues, 3 quarts de finale en Grand Chelem (US Open 1981 et 1987, Wimbledon 1986) et une 23e place mondiale en 1985. Parmi ses victoires marquantes, figure son match gagné contre Mats Wilander, alors no 1 mondial, au 2e tour de l'Open d'Australie 1989.
Moins performant en double, il a toutefois remporté un titre sur le circuit ATP et a atteint les quarts-de-finale des Jeux olympiques de 1992 à Barcelone avec Leander Paes.
Membre important de l'équipe d'Inde de Coupe Davis, il a notamment été finaliste en 1987 et demi-finaliste en 1993.
En junior, il a remporté deux titres du Grand Chelem en simple en 1979, à Roland-Garros et Wimbledon.
Devenu ensuite entraîneur, il a été nommé capitaine de l'équipe d'Inde de Coupe Davis en 2007.

## Palmarès

### Titres en simple messieurs
| No | Date       | Nom et lieu du tournoi                    | Catégorie    | Dotation  | Surface      | Finaliste        | Score              |  |
| -- | ---------- | ----------------------------------------- | ------------ | --------- | ------------ | ---------------- | ------------------ |  |
| 1  | 23-11-1981 | Manille Grand Prix, Manille               | Grand Prix   | 75 000 $  | Terre (ext.) | Ivan DuPasquier  | 6-4, 6-4           |  |
| 2  | 12-07-1982 | MercedesCup, Stuttgart                    |              | 75 000 $  | Terre (ext.) | Sandy Mayer      | 5-7, 6-3, 6-3, 7-6 |  |
| 3  | 12-03-1984 | Open de Lorraine, Metz                    |              | 75 000 $  | Dur (int.)   | Jan Gunnarsson   | 6-3, 6-3           |  |
| 4  | 13-10-1986 | Tournoi de tennis du Japon, Tokyo         |              | 125 000 $ | Dur (ext.)   | Johan Carlsson   | 6-3, 6-1           |  |
| 5  | 27-10-1986 | Tournoi de tennis de Hong Kong, Hong Kong |              | 200 000 $ | Dur (ext.)   | Andrés Gómez     | 7-6, 6-0, 7-5      |  |
| 6  | 28-12-1987 | BP Nationals, Wellington                  |              | 115 000 $ | Dur (ext.)   | Andrei Chesnokov | 6-7, 6-0, 6-4, 6-3 |  |
| 7  | 09-01-1989 | Benson and Hedges Open, Auckland          |              | 115 000 $ | Dur (ext.)   | Amos Mansdorf    | 6-4, 6-0           |  |
| 8  | 20-08-1990 | OTB International, Schenectady            | World Series | 125 000 $ | Dur (ext.)   | Kelly Evernden   | 6-1, 6-1           |  |

### Finales en simple messieurs
| No | Date       | Nom et lieu du tournoi                | Catégorie | Dotation | Surface      | Vainqueur         | Score         |  |
| -- | ---------- | ------------------------------------- | --------- | -------- | ------------ | ----------------- | ------------- |  |
| 1  | 21-10-1985 | Tournoi de tennis de Cologne, Cologne |           | 80 000 $ | Dur (int.)   | Peter Lundgren    | 6-3, 6-2      |  |
| 2  | 04-01-1988 | Benson and Hedges Open, Auckland      |           | 93 400 $ | Dur (ext.)   | Amos Mansdorf     | 6-3, 6-4      |  |
| 3  | 13-06-1988 | Tournoi de tennis de Bristol, Bristol |           | 93 400 $ | Gazon (ext.) | Christian Saceanu | 6-4, 2-6, 6-2 |  |
| 4  | 22-08-1988 | Nynex Open, Rye Brook                 |           | 93 400 $ | Dur (ext.)   | Milan Šrejber     | 6-2, 7-6      |  |

### Titre en double messieurs
| No | Date       | Nom et lieu du tournoi | Catégorie | Dotation | Surface         | Partenaire       | Finalistes                | Score    |  |
| -- | ---------- | ---------------------- | --------- | -------- | --------------- | ---------------- | ------------------------- | -------- |  |
| 1  | 23-03-1987 | Open de Lorraine Nancy |           | 89 400 $ | Moquette (int.) | Claudio Mezzadri | Grant Connell Larry Scott | 6-4, 6-4 |  |